# Bistum Mahagi-Nioka
Das Bistum Mahagi-Nioka (lateinisch Dioecesis Mahagiensis-Niokaensis, französisch Diocèse de Mahagi-Nioka) ist eine in der Demokratischen Republik Kongo gelegene römisch-katholische Diözese mit Sitz in Mahagi.

## Geschichte
Das Bistum Mahagi-Nioka wurde am 2. Juli 1962 durch Papst Johannes XXIII. mit der Apostolischen Konstitution Quod Venerabiles aus Gebietsabtretungen des Bistums Bunia als Bistum Mahagi errichtet. Das Bistum Mahagi wurde am 30. Oktober 1967 in Bistum Mahagi-Nioka umbenannt.
Das Bistum Mahagi-Nioka ist dem Erzbistum Kisangani als Suffraganbistum unterstellt.

## Ordinarien

### Bischöfe von Mahagi
- Thomas Kuba Thowa, 1962–1967

### Bischöfe von Mahagi-Nioka
- Thomas Kuba Thowa, 1967–1979
- Alphonse-Marie Runiga Musanganya, 1980–2001
- Marcel Utembi Tapa, 2001–2008, dann Erzbischof von Kisangani
- Sosthène Ayikuli Udjuwa, seit 2010